# Stadtturm (Weimar)

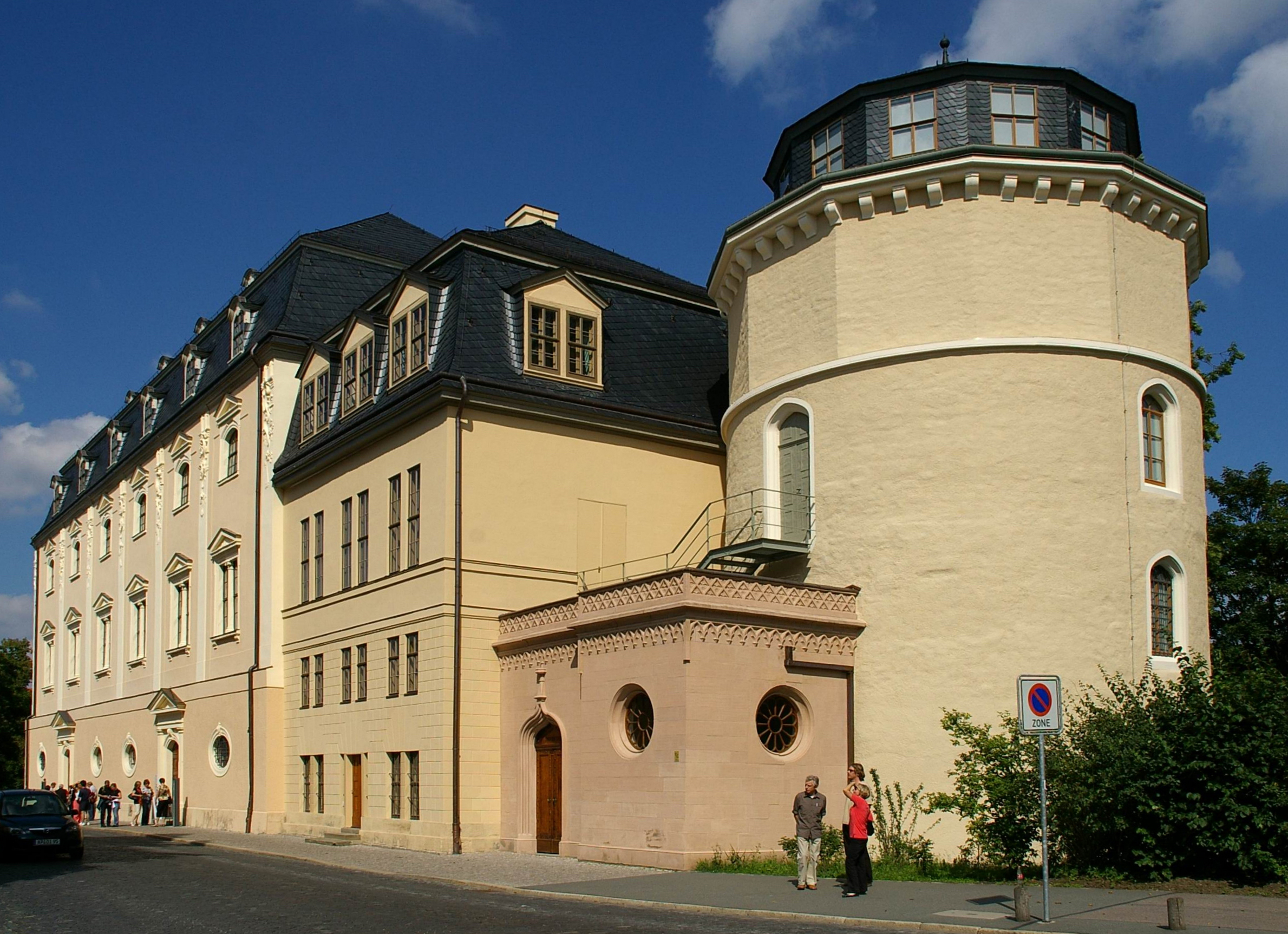
Bibliotheksturm der Herzogin-Anna-Amalia-Bibliothek

Der Stadtturm ist ein Magazinturm der Herzogin-Anna-Amalia-Bibliothek in Weimar und befindet sich eigentlich bereits im Park an der Ilm. In unmittelbarer Nähe befindet sich das Alexander-Puschkin-Denkmal.
Ursprünglich war er Teil der Weimarer Stadtbefestigung aus dem Mittelalter erbaut 1453 (laut Angaben  der Klassikstiftung Weimar) in der Funktion eines Geschützturms, von deren Türmen nur noch er selbst und der Kasseturm übrig geblieben sind. Da diese aus festem Material in ihrer ursprünglichen Funktion befindlichen Teile einer Stadtbefestigung bestehen mussten, bestehen sowohl Kasseturm als auch Bibliotheksturm aus Kalkstein des oberen Muschelkalks. Türen und Fenstergewänder bestehen hingegen aus Sandstein. Von der Stadtmauer sind ebenfalls nur Reste erhalten geblieben. Der mittelalterliche Turm  ist ein Rundturm. Der von Steiner unter Coudrays Leitung realisierte Aufbau hingegen ist polygonal. Der Aufbau ist sowohl vom Dach als auch an den Seiten im oberen Abschnitt mit Schiefer bedeckt. Jede der zwölf Seiten hat im oberen Abschnitt ein rechteckiges Fenster. Der Turm selbst ist ockerfarben verputzt. Die Kragsteine am oberen Rand des Turms unter der Laterne sind in Beige gehalten.
Der Turm wurde unter Clemens Wenzeslaus Coudray 1821–1825 zum Magazingebäude für die Bibliothek ausgebaut. Die Bauleitung lag bei Carl Friedrich Christian Steiner, der diesen Turm aufstockte um die Militärbibliothek und die Kartensammlung unterzubringen. Er bediente sich hierbei des neogotischen Formenrepertoires bei der Gestaltung des Anbaus, der die Verbindung zwischen dem Erweiterungsbau von Heinrich Gentz 1802 und dem bisher freistehenden Turm bildete. Der wiederum besteht aus rotem unverputzten Sandstein. Mitten im Turm befindet sich eine Wendeltreppe mit einer Höhe von 16 Metern aus dem Jahre 1671, die aus der Osterburg in Weida ausgebaut und hier eingebaut wurde. Großherzog Carl August hatte 1818 hierzu die Order gegeben, zumal sie am ursprünglichen Ort ohnehin entbehrlich gewesen war. Die schwere Eichentreppe wurde mit einem neugotischen Geländer versehen. Der Turm gehört letztlich zum sog. Grünen Schloss oder Französischen Schloss, das 1761 bis 1766 unter Herzogin Anna Amalia zur Bibliothek umgewandelt wurde.
Von 1990 bis 1992 erfolgte eine Sanierung des Turms. Beim Brand der Bibliothek 2004 blieb er weitgehend unversehrt. Er steht wie die gesamte Bibliothek auf der Liste der Kulturdenkmale in Weimar.
Koordinaten: 50° 58′ 41,7″ N, 11° 19′ 56,6″ O